# Aureliano de Matos
Dom Aureliano de Matos (Itapajé, 17 de junho de 1889 - Limoeiro do Norte, 19 de agosto de 1967) foi um bispo católico brasileiro. Foi o primeiro bispo da diocese de Limoeiro do Norte.
Em 29 de setembro de 1940 seguido por fieis e autoridades civis e religiosas do estado do Ceará e demais estados, Dom Aureliano Matos seguiu para à catedral, para ser nomeado como o 1° bispo do Município de Limoeiro do Norte.
Morreu no dia 19 de agosto de 1967, com 78 anos, e teve seu cortejo fúnebre em 20 de agosto de 1967.

## Contribuições
Por iniciativas de Dom Aureliano Matos, foram feitas muitas construções e instalações no município de Limoeiro do Norte, entre elas estão: a Faculdade de Filosofia Dom Aureliano Matos (FAFIDAM), o Ginásio (Colégio) Diocesano, o Liceu de Artes e Ofícios, a ponte sobre o Rio Jaguaribe, o Seminário, o Tiro de Guerra, a Rádio Educadora Jaguaribana, entre outras. Por tal razão, é visto como um dos maiores benfeitores da cidade.
São obras ou acontecimentos importantes de sua iniciativa em Limoeiro:
- 1941 – Restauração do Círculo Operário
- 1942 – Ginásio Diocesano
- 1943 – Maternidade São Raimundo
- 1947 – Seminário Cura D’Ars
- 1947 – Patronato Santo Antonio dos Pobres
- 1953 – Passagem da Imagem de Nossa Senhora de Fátima
- 1954 – Congresso Eucarístico
- 1957 – Casa de Saúde São José
- 1962 – Rádio Educadora Jaguaribana
- 1964 – Faculdade de Filosofia (inaugurada em 1968 quando já havia falecido)

Dom Aureliano Matos, ingressou no Seminário da Prainha, em Fortaleza, aos 17 anos de idade e, em 30 de novembro de 1914, ordenava-se sacerdote. Em 1915, foi nomeado vigário de Pentecoste; em 1917, de Uruburetama e, em 1927, de Itapipoca.

Em 29 de setembro de 1940, foi sagrado Bispo de Limoeiro do Norte, numa solenidade presidida por Dom Manuel da Silva Gomes, Arcebispo de Fortaleza, assistido pelos  Bispos Dom José Tupinambá da Frota, de Sobral, e Dom Francisco de Assis Pires, do Crato.
"Janeiro de 1940. O Padre Aureliano Matos recebia do Papa Pio XII, a sua nomeação para primeiro (1º) Bispo da récem-criada Diocese de Limoeiro do Norte, cuja sagração, ocorreria festivamente, nos dias 29 e 30 de setembro, respectivamente, em gratas e memoráveis solenidades que marcaram a vida religiosa, cultural, social e econômica de toda a comunidade de Limoeiro do Norte, do Vale Jaguaribano e do Ceará. Grande foi a participação às solenidades daquela manhã festiva e emocionante, na Catedral de Limoeiro do Norte, ricamente ornamentada, contando ainda com o Orfeon do Seminário Maior de Fortaleza. Foi sagrante do solene ato litúrgico, Dom Manuel da Silva Gomes, que o havia ordenado em 30 de novembro de 1914, na Igreja da Prainha. Bispos consagrantes: Dom José Tupinambá da Frota - Bispo de Sobral; Dom Francisco de Assis Pires - Bispo de Crato e Dom Jaime de Barros Câmara - Bispo de Mossoró. Serviram de paraninfo do novo antístite, o Interventor do Estado do Ceará - Dr. Francisco de Meneses Pimentel, acompanhado de lçuzida comitiva, o Prefeito Municipal de Limoeiro do Norte, Custódio Saraiva de Meneses; o Chefe do Poder Executivo, Dr. Rafael Fernandes, do vizinho Estado do Rio Grande do Norte, além de exponenciais figuras do clero potiguar; autoridades de Fortaleza, do Vale Jaguaribano, quatro Bispos, dezenas de sacerdotes, 60 seminaristas e incontável massa de fiéis, além de oito paróquias que compunham a Diocese de Limoeiro do Norte."''(MAIA, Avani Fernandes. Dom Aureliano. Pastor, educador e operário. 2010)
Dom Aureliano Matos, morreu no dia 19 de agosto de 1967, aos 78 anos, deixando sua obra e ensinamentos, vividos e reconhecidos até os dias atuais. O cortejo fúnebre de Dom Aureliano Matos, saindo do Palácio Episcopal em direção à Catedral, onde foi sepultado, seguindo pela Rua Cel. Serafim Chaves, em 20/08/1967, foi acompanhado das mais altas autoridades políticas e eclesiásticas de todo Estado do Ceará, além de um grande número de fiéis.

## Homenagens
- Nome da 1° faculdade de Limoeiro do Norte: Faculdade de Filosofia Dom Aureliano Matos.
- Formato em cruz da parte central da (FAFIDAM), mais visível do alto ou em imagens aéreas.
- Nome da principal avenida da cidade de Limoeiro do Norte: Av. Dom Aureliano Matos.
- Uma estátua esculpida pelo artista limoeirense Márcio Mendonça, na Av. Dom Aureliano Matos.